# Герб Линовиці
Герб Линовиці — символ місцевого самоврядування селища Линовиця Чернігівської області. В червні 2014 р герб та прапор було затверджено офіційно на сесії Линовицької сільради. Герб є промовистим.

## Символіка
Золотий колір (Жовтий) символізує — вірність, милосердя, справедливість, людяність, стриманість та шляхетність. Синій колір символізує холод і чистоту, вірність, святість, чистоту, милосердя, набожність та справедливість, шляхетність роду, силу, бадьорість, прагнення до перемоги, незламність, багатство, любов до батьківщини, гордість та славу.
Ділення герба горизонтальною косою лінією з права на ліво.
Символізує — примноження багатства, високу репутацію та м'який шляхетний шарм. Зелений Дуб — означає видатний шляхетний рід, визнання заслуг, військову звитягу та давні традиції влади. Три срібні Риби (Лини) — В геральдиці риби представляють родове прізвище або назву місцевості. Так в гербі риба Лин символізує собою назву с. Линовиця від словосполучення Лин — ловиця.